# Michael Baumgarten
Michael Baumgarten (født 25. marts 1812 i Haseldorf i Holsten, død 21. juli 1889 i Rostock) var en tysk teolog.
Baumgarten studerede i Kiel, blev 1846 præst i Slesvig og 1850 professor i Rostock. Han var ortodoks lutheraner, men hans had til alt hierarkisk væsen bragte ham i strid med det mecklenburgske overkirkeråd, hvilket førte til hans afsættelse 1858. De skrifter han ved den lejlighed udgav, gjorde, at han to gange blev dømt til fængsel og pengebøder.
Skriftlig og mundtlig arbejdede han på en omdannelse af kirkens forfatning, og skønt ortodoks var han med at stifte den liberale "Protestantforening" (1865), af hvilken han dog udtrådte 1877. Tre gange blev han valgt til medlem af den tyske rigsdag, hvor han sluttede sig til Fremskridtspartiet. Han har skrevet fortolkninger til Biblen og flere kirkehistoriske arbejder.